# دائرة ساعية

الدائرة الساعية لنجم ما هي -كما يشرح الرسم- الدائرة التي تجمع النجم والأقطاب السماوية.

في علم الفلك وعلم الفلك الكروي على وجه الخصوص، الدائرة الساعية أو دائرة الميل لأي جرم سماوي هي الدائرة العظمى التي تصل بين الجرم وبين الأقطاب السماوية ودائما ما تكون عمودية على خط الاستواء السماوي. ما يعني أن الدائرة الساعية لنجم ما أو كوكب ما مختلفة عن الآخر. ويحبذ علماء الفلك اتخاذ نقطة تقاطع الكرة السماوية مع الدائرة الساعية كزاوية مرجعية لهم في أي مستوى مرجعي. فكما أن الأرض كرة، تخيل العلماء السماء كما لو أنها كرة سماوية وانهمكوا يقسمونها إلى دوائر عمودية ودوائر أفقية المسماة بخطوط الزوال (دوائر نصف النهار) والمدارات اليوميّة على الترتيب. والدائرة الساعية من أبرز الدوائر في هذا التقسيم بالإضافة إلى دائرة خط الاستواء السماوي ودائرة خط الأفق.